# دورکوپ آدلر
دورکوپ آدلر (انگلیسی: Durkopp Adler) شرکت موتورسیکلت‌سازی آلمانی است، که در سال ۱۸۶۰ تأسیس شد.